# 姚燧
姚 燧（よう すい、1239年 - 1314年）は、中国の元代初期の学者・官僚。字は端甫。号は牧庵。営州柳城県の出身。

## 生涯
3歳で父の姚格を失い蘇門にいた伯父の姚枢に引き取られた。1270年（至元7年）、蒙古貴冑学校に入り、許衡に学んだ。後に秦王府の文学となり至元年間には提刑按察副使、1308年（至大元年）には太子賓客となり、1309年（至大2年）には栄禄大夫を授かり、その後は翰林直学士・大司農丞や『世祖実録』編纂の総裁をつとめた。翰林学士承旨・知制誥・修国史を歴任し、1313年（皇慶2年）に帰郷し、翌1314年（延祐元年）に没する。

## 著作
- 『国統離合表』
- 『牧庵文集』36巻

姚燧の文章は「閎肆該洽、豪而不宕」つまり気力が横溢しつつも文体は引き締まり「西漢の風」があると評せられる。同時代の張養浩は「才気縦横であるところは古今随一」という。黄宗羲も姚燧の文章を論じ「明代の作家たちのよく及ぶところではない」と断定する。元曲の作詩にも手を染め、盧摯と並び称される。
| 寄征衣         |                                    |
| 欲寄君衣君不還 | 君が君の衣に寄らんとせば君は還らず |
| 不寄君衣君又寒 | 君が君の衣に寄らざれど、また寒し   |
| 寄與不寄間     | 寄るも寄らざるも                   |
| 妾身實萬難     | 妾が身は、実に万難にあり           |